# 梅斯昂库蒂尔
梅斯昂库蒂尔（法語：Metz-en-Couture）是法国北部-加来海峡大区加来海峡省的一个市镇，属于阿拉斯区贝当古县。该市镇2009年时的人口为664人。

## 人口
梅斯昂库蒂尔人口变化图示
| 数据来源：INSEE |